# Nadia Murad Basee
Nadia Murad Basee (Kocho, 10 maart 1993) is een jezidisch mensenrechtenactiviste. Sinds 16 september 2016 is zij de eerste goodwillambassadeur van de Verenigde Naties voor de Waardigheid van de Slachtoffers van Mensenhandel.
Murad Basee is als seksslavin bij Islamitische Staat (IS) misbruikt en werd na haar vlucht naar Europa een woordvoerster van de slachtoffers van de systematische toepassing van seksueel geweld door IS op vrouwen. Ze vroeg hierbij aandacht voor het lot van de jezidi's in Irak, een religieuze minderheid die het slachtoffer is van de genocide op de jezidi's door IS-terroristen.
Op 3 augustus 2014 werden in Kocho bij Sinjar alle mannen door IS vermoord en alle jonge vrouwen werden meermaals doorverkocht en uitgebuit. Murad Basee verloor zo zes broers. Ook haar moeder werd vermoord, samen met tachtig oudere vrouwen die voor IS geen seksuele waarde hadden.

In november 2014 kon Murad Basee ontsnappen uit IS-gebied naar een vluchtelingenkamp in Noord-Irak en dan naar Duitsland. Op 16 december 2015 gaf ze een beklijvende getuigenis tijdens de eerste hoorzitting van de Veiligheidsraad van de Verenigde Naties ooit over mensenhandel. In december 2023 daagde zij, samen met Amal Clooney en vierhonderd andere Jezidi's de Franse cementfabriek Lafarge voor de Amerikaanse rechter op basis van de New Yorkse Anti-Terrorism Act. Het bedrijf zou destijds miljoenen hebben betaald aan de terreurgroep IS. ‘Vele bedrijven zijn medeplichtig aan genocide’, aldus een van de aanklagers.

## Erkenning
Op 5 januari 2016 werd Murad Basee voorgedragen door de Iraakse regering als kandidaat voor de Nobelprijs voor de Vrede. Het Noors parlementslid Audun Lysbakken ondersteunde de nominatie waarbij ze als een van de kanshebbers werd gerekend.
Op 10 oktober 2016 ontving ze van de Raad van Europa de Václav Havelprijs voor mensenrechten.
Samen met Lamiya Aji Bashar ontving ze in 2016 de Sacharovprijs van de Europese Unie. Parlementsvoorzitter Martin Schulz motiveerde de keuze op basis van het feit dat hiermee "laten we zien dat hun strijd niet tevergeefs is geweest en dat we bereid zijn hen te helpen in hun strijd tegen de ontberingen en wreedheid gepleegd door deze zogenaamde Islamitische Staat waar nog steeds zo veel mensen aan worden blootgesteld".
In 2018 kreeg zij de Nobelprijs voor de Vrede, samen met de Congolese arts Denis Mukwege. Zij werden erkend voor hun inspanningen om een eind te maken aan het gebruik van seksueel geweld als oorlogswapen.
1901: Dunant, Passy ·
1902: Ducommun, Gobat ·
1903: Cremer ·
1904: Institut de Droit International ·
1905: Von Suttner ·
1906: Roosevelt ·
1907: Moneta, Renault ·
1908: Arnoldson, Bajer ·
1909: Beernaert, Balluet d'Estournelles de Constant ·
1910: IPB ·
1911: Asser, Fried ·
1912: Root ·
1913: La Fontaine ·
1917: ICRC ·
1919: Wilson ·
1920: Bourgeois ·
1921: Branting, Lange ·
1922: Nansen ·
1925: Chamberlain, Dawes ·
1926: Briand, Stresemann ·
1927: Buisson, Quidde ·
1929: Kellogg ·
1930: Söderblom ·
1931: Addams, Butler ·
1933: Angell ·
1934: Henderson ·
1935: Von Ossietzky ·
1936: Lamas ·
1937: Cecil ·
1938: Office international Nansen pour les réfugiés ·
1944: ICRC ·
1945: Hull ·
1946: Balch, Mott ·
1947: Friends Service Council, American Friends Service Committee ·
1949: Orr ·
1950: Bunche ·
1951: Jouhaux ·
1952: Schweitzer ·
1953: Marshall ·
1954: Hoog Commissariaat voor de Vluchtelingen (UNHCR) ·
1957: Pearson ·
1958: Pire ·
1959: Noel-Baker ·
1960: Luthuli ·
1961: Hammarskjöld ·
1962: Pauling ·
1963: ICRC, IFRC ·
1964: King ·
1965: UNICEF ·
1968: Cassin ·
1969: Internationale Arbeidsorganisatie ·
1970: Borlaug ·
1971: Brandt ·
1973: Kissinger, Lê Đức Thọ ·
1974: MacBride, Satō ·
1975: Sacharov ·
1976: Williams, Corrigan ·
1977: Amnesty International ·
1978: Sadat, Begin ·
1979: Moeder Teresa ·
1980: Esquivel ·
1981: Hoog Commissariaat voor de Vluchtelingen (UNHCR) ·
1982: Myrdal, Robles ·
1983: Wałęsa ·
1984: Tutu ·
1985: IPPNW ·
1986: Wiesel ·
1987: Arias ·
1988: VN-vredesmacht ·
1989: Gyatso ·
1990: Gorbatsjov ·
1991: Suu Kyi ·
1992: Menchú ·
1993: Mandela, De Klerk ·
1994: Arafat, Peres, Rabin ·
1995: Rotblat, Pugwash Conferences on Science and World Affairs ·
1996: Ximenes Belo, Ramos-Horta ·
1997: ICBL, Williams ·
1998: Hume, Trimble ·
1999: AzG ·
2000: Dae-jung ·
2001: VN, Annan ·
2002: Carter ·
2003: Ebadi ·
2004: Maathai ·
2005: IAEA, El-Baradei ·
2006: Grameen Bank, Yunus ·
2007: Gore, IPCC ·
2008: Ahtisaari ·
2009: Obama ·
2010: Liu ·
2011: Johnson Sirleaf, Gbowee, Karman ·
2012: Europese Unie ·
2013: OPCW ·
2014: Satyarthi, Yousafzai ·
2015: Kwartet voor Nationale Dialoog in Tunesië ·
2016: Santos ·
2017: ICAN ·
2018: Mukwege, Murad Basee ·
2019: Ahmed ·
2020: Wereldvoedselprogramma ·
2021: Ressa, Moeratov ·
2022: Bjaljazki, Memorial, Centrum voor Burgerlijke Vrijheden ·
2023: Mohammadi ·
2024: Nihon Hidankyo
- Bibsys: 1512719457311
- Bibliothèque nationale de France: cb17728965r (data)
- Catàleg d'autoritats de noms i títols de Catalunya: 981058611619206706
- CiNii: DA18970674
- Gemeinsame Normdatei: 1143548272
- International Standard Name Identifier: 0000 0004 6361 0797
- Library of Congress Control Number: n2017048314
- Nationale Bibliotheek van Letland: 000344411
- Bibliotheek van het Japanse parlement: 001309243
- Nationale Bibliotheek van Tsjechië: hka2018994077
- Nationale Bibliotheek van Israël: 987007357474705171
- Nederlandse Thesaurus van Auteursnamen: 412830094
- Réseau des bibliothèques de Suisse occidentale: 02-A027744279
- Système universitaire de documentation: 226854132
- Virtual International Authority File: 271595887
- WorldCat: E39PBJmhPyP9ppMbRx3VBccXVC